# Alireza Firouzja
Alireza Firouzja (persiska: علی رضا فیروزجا), född 18 juni 2003 i Babol i Mazandaran, är en iransk stormästare i schack, som 16 år och 1 månad gammal blev världens näst yngsta spelare att nå en elo-rating på 2700  och i november 2021, som 18-åring, den yngsta spelare att nå en elo-rating på 2800. Firouzja tävlade under FIDE-flaggan i Världsmästerskapet i snabb- och blixtschack 2019, för att kringgå Irans förbud mot att spela mot israeliska motståndare. Han tog silver efter Magnus Carlsen i snabbschack och slutade på en 6:e plats i blixtschack.
Alireza Firouzja vann 2022 Sinquefield Cup.